# Radiomarelli
Radiomarelli S.p.A. è stata un'azienda italiana produttrice di elettronica di consumo e di elettrodomestici, con sede a Milano e stabilimento di produzione a Sesto San Giovanni, in provincia di Milano. Fondata nel 1929 come divisione della Fabbrica Italiana Magneti Marelli, fu attiva fino al 1967, quando venne incorporata nella medesima azienda. Nel 1975, il suo marchio e le sue attività industriali passarono alla società pubblica SEIMART Elettronica di Torino, in seguito divenuta ELCIT, le cui attività cessarono nel 1998. È oggi un nome ceduto a terzi, utilizzato saltuariamente per attività di distribuzione. 

## Storia della Radiomarelli (1930 - 1998)

### La fondazione e la rapida ascesa di Radiomarelli (1930-1945)
La Radiomarelli Soc. An. fu costituita a Milano il 15 marzo 1930 come divisione della Fabbrica Italiana Magneti Marelli, con capitale sociale di lire 1 milione e sede legale in Via Amedei 8, su decisione del senatore Giovanni Agnelli e di Antonio Stefano Benni, quest'ultimo presidente della Ercole Marelli. Agnelli e Benni assunsero le cariche di presidente e vicepresidente della società, creata al fine di produrre e commercializzare apparecchi radiofonici in Italia. La direzione operativa fu affidata al commendator Bruno Antonio Quintavalle, consigliere delegato, e la produzione localizzata nello stabilimento Magneti Marelli di Sesto San Giovanni, dove il solo reparto dedicato alla produzione delle radio impiegava 800 operai.

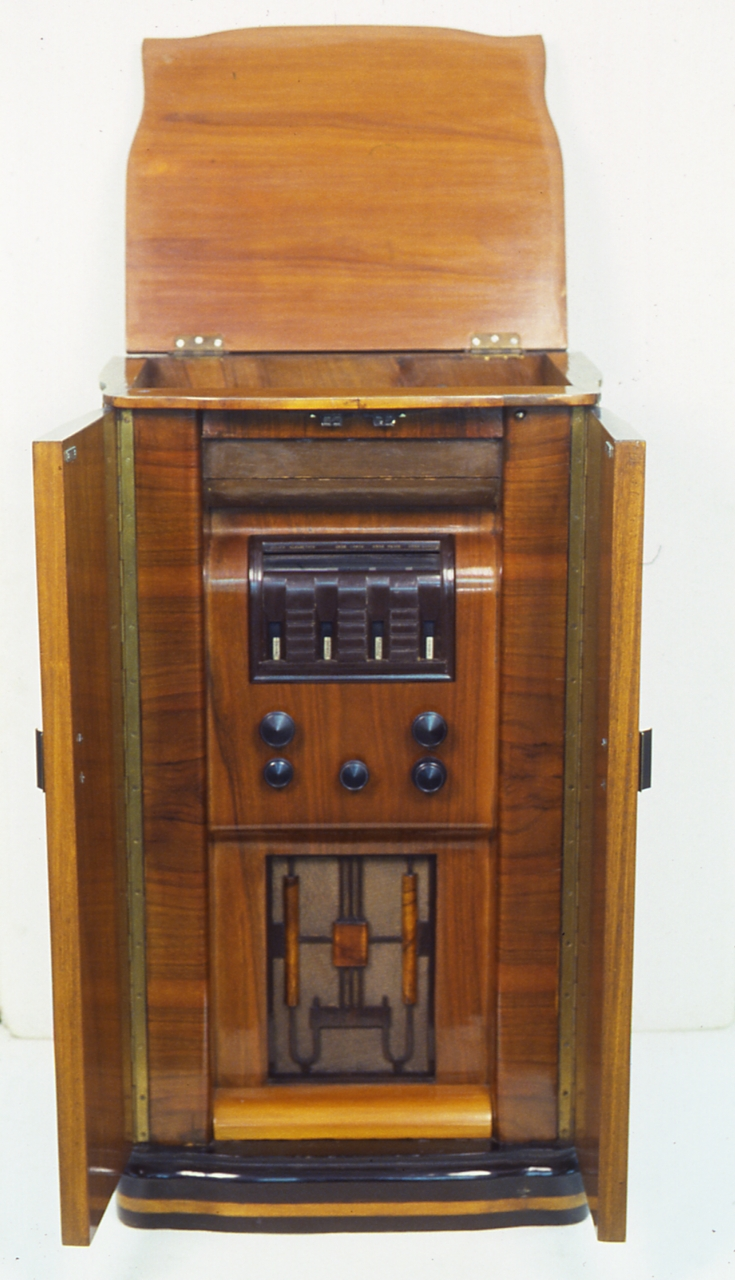
Radiofonografo a valvole RD59 del 1937

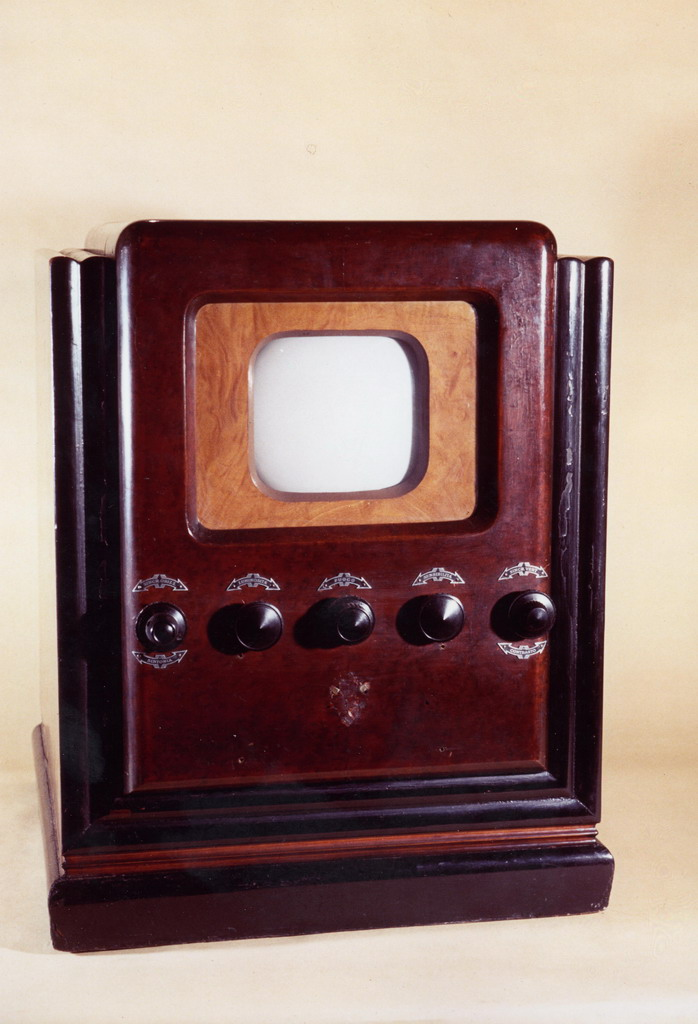
Televisore a valvole RV175 del 1938

I primi modelli di radio di questa azienda vennero prodotti con brevetti americani: molti di essi assomigliavano a radio americane della American Bosch Radio; gli stessi logo e slogan commerciale - Il meglio in radio - sembrano derivare da quest'ultima (The best in radio). In seguito furono prodotti apparecchi radio di progettazione autonoma con valvole prodotte dalla FIVRE, azienda anch'essa facente parte del Gruppo Magneti Marelli.
Il successo degli apparecchi Radiomarelli fu immediato; oltre alla validità tecnica si affianca anche una valida e capillare organizzazione commerciale di vendita. Ai primi modelli vennero dati nomi legati alla mitologia: Musagete (1930), Coribante (1931), Tirteo (1935), Taumante (1935).  Nel medismo anno, assieme alla Bosch di Stoccarda, creò una società comune denominata "MaBo" (dalle prime lettere di MArelli e BOsch) per la progettazione, produzione e vendita di accessori elettrici per automobili (il catalogo si estese anche a lampadine e proiettori, con il nome MaboLux).  
Nel 1936, Radiomarelli su impulso del fisico Francesco Vecchiacchi, direttore del laboratorio radio della Magneti Marelli, si cimentò nel campo televisivo avvalendosi della collaborazione della statunitense RCA e dell'ingegnere Vladimir Zvorykin: furono sviluppati e costruiti le prime telecamere a 441 linee e i televisori a scansione elettronica di produzione italiana su brevetti RCA - di cui Marelli divenne licenziataria - presentati al pubblico in più occasioni. Dopo la vittoria militare italiana nella Guerra d'Etiopia del 1935-36, Radiomarelli lanciò modelli di radio i cui nomi si ispirarono a località in cui si svolsero le battaglie vittoriose, come Axum (1937), Dubat (1937), Ual Ual (1937) e Assab (1938-39), o anche di stelle, come Alcor (1937), Merak (1937), Mizar (1937), Altair (1938) e Aldebaran (1938-39).
Nel 1939, con il profilarsi dell'ingresso dell'Italia fascista nella Seconda guerra mondiale, la Magneti Marelli per timore di possibili bombardamenti decise di spostare una parte delle sue attività industriali della fabbrica di Sesto San Giovanni - dove si svolgevano le produzioni Radiomarelli - presso un capannone dismesso a Carpi, in provincia di Modena. Tuttavia però, nel periodo 1943-45, tutti gli stabilimenti della Magneti Marelli furono distrutti dai bombardamenti effettuati dall'aviazione alleata.

### L'espansione nel periodo delboom economicoe l'incorporazione in Magneti Marelli (1946-1974)

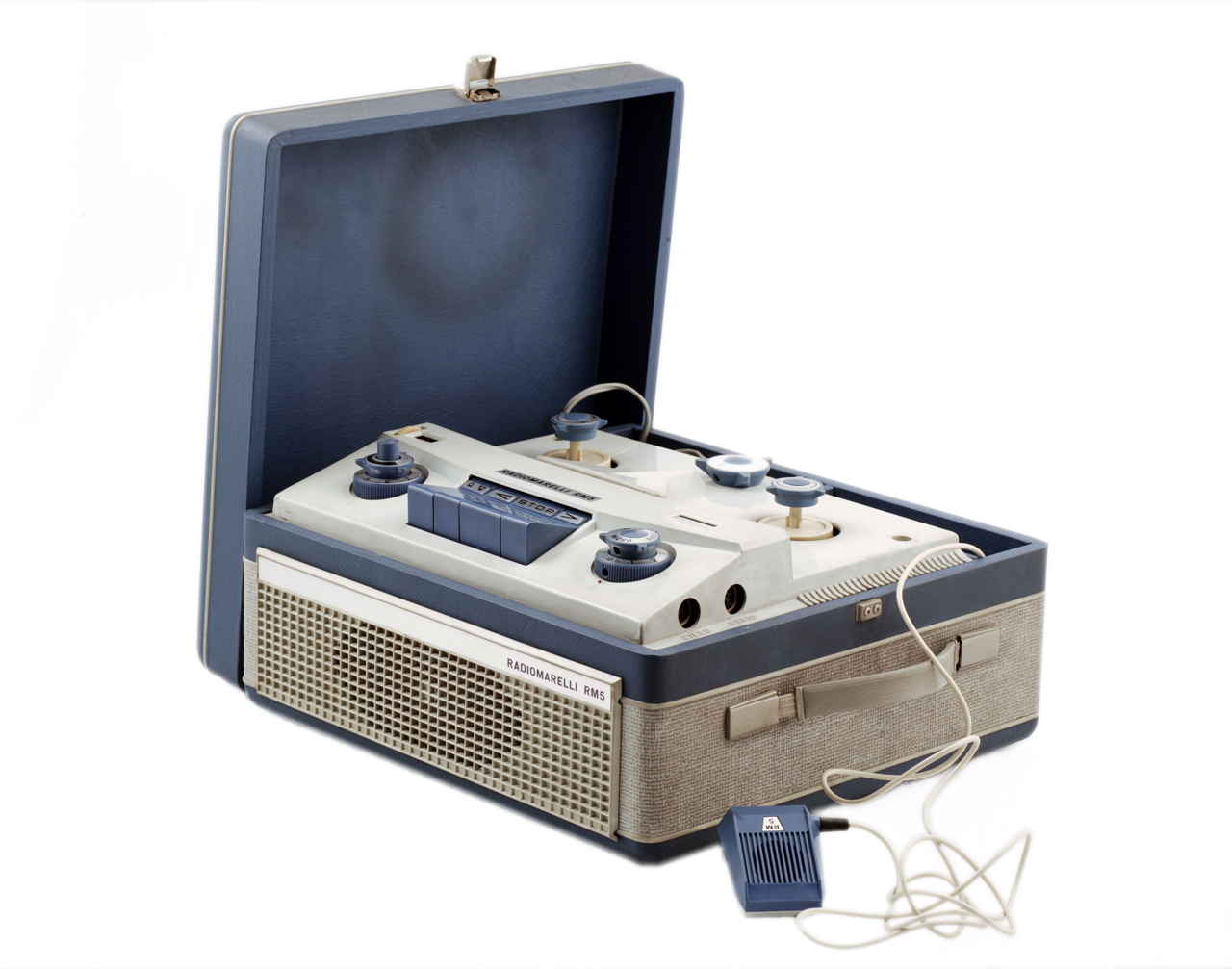
Magnetofono a valvole RM5 del 1965

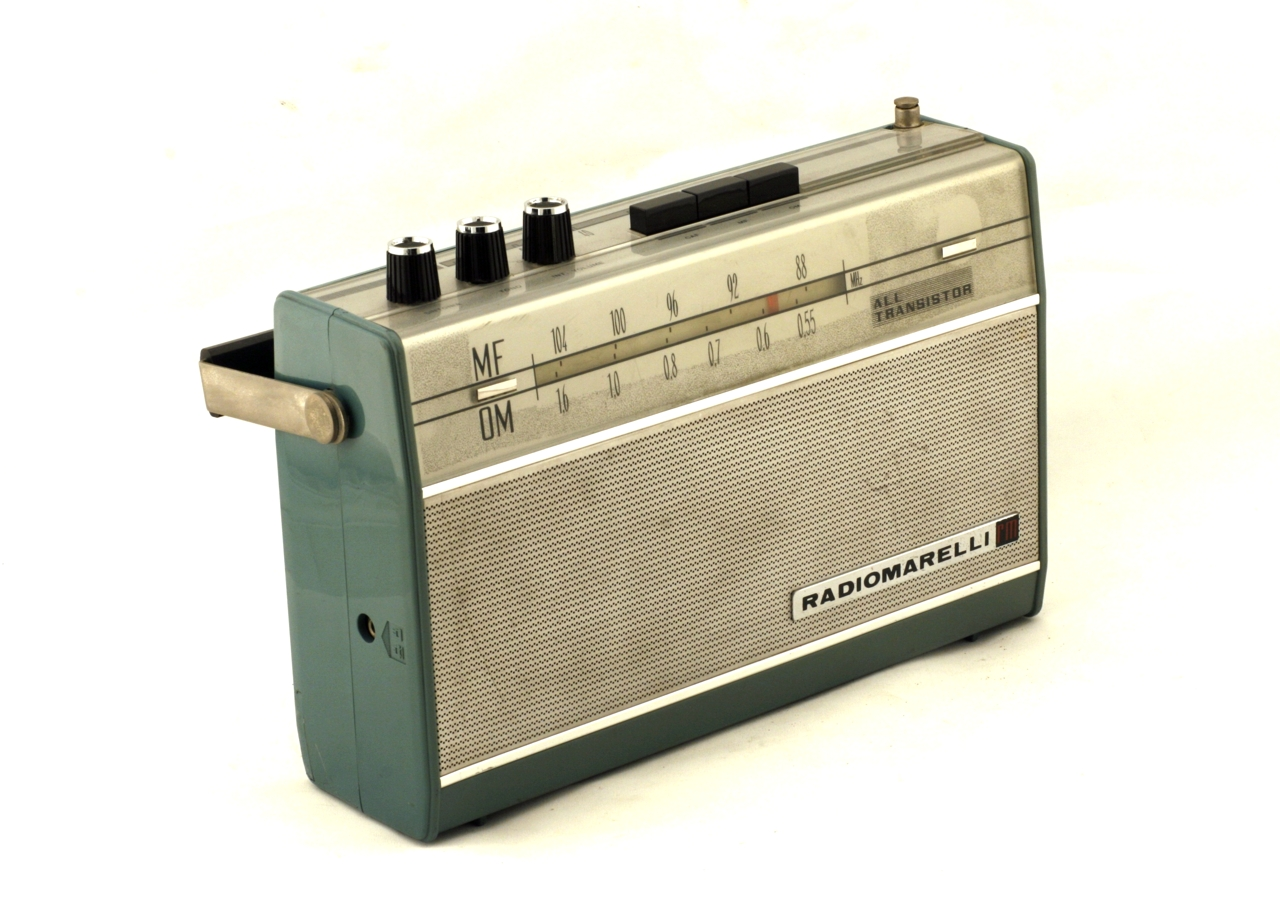
Radio portatile a transistor RD320 del 1967

Al termine del conflitto, si procedette con la ricostruzione, e nel 1946, in occasione della Fiera di Milano, furono esposti; il radioricevitore portatile 9U65 con superterodina a cinque valvole e tre gamme d'onda; i radioricevitori 9A75 e 9A85 con superterodina a cinque valvole e tre gamme d'onda; il radioricevitore 9A26 a 6 valvole e cinque gamme d'onde; il radiofonografo 9F26.
Negli anni cinquanta e sessanta i cataloghi si ampliano con la presenza di prodotti sempre aggiornati. Seppure non fosse il suo core business, dalla metà degli anni cinquanta l'azienda sviluppò alcuni prodotti di design, in collaborazione con professionisti del settore. Nello stesso periodo, la società diveniva Radiomarelli S.p.A., con gli uffici amministrativi in corso Venezia 51. La produzione principale dell'azienda milanese divenne quella dei televisori, di cui menzione particolare merita il Movision da 17 pollici del 1956, disegnato da Pierluigi Spadolini. All'apice del successo, nella prima metà degli anni sessanta, il catalogo comprendeva, oltre agli apparecchi radiofonici e televisivi, anche gli elettrodomestici (frigoriferi, lucidatrici, aspirapolvere, lavatrici e condizionatori). L'azienda procedette anche ad una diversificazione dei marchi; dopo aver acquisito la Imcaradio di Alessandria nel 1960, utilizzava gli stessi progetti per commercializzare prodotti anche con tale marchio, con il nome West. e anche recuperando la denominazione Mabo o Mabolux per quel che riguarda radio, lampadine e frigoriferi (nel catalogo 1961/62 appaiono la RMB 305 AM/FM, alla quale si affianca la MABOLUX RMB 304, di fatto cloni delle Radiomarelli RMB 1531).  
La FIAT, azionista della Magneti Marelli assieme alla Ercole Marelli, nel 1967 rilevò le quote societarie possedute da quest'ultima, e giunse ad assumerne il pieno controllo: il Gruppo automobilistico torinese attuò un piano di riorganizzazione con cui le controllate di MM, tra cui la stessa Radiomarelli, furono incorporate nella società-capogruppo. Radiomarelli cessò di esistere come azienda, mentre il marchio confluì in una delle due divisioni commerciali create dalla Magneti Marelli nel 1973 a seguito di un piano di ristrutturazione aziendale.

### Gli anni settanta e la chiusura: da Magneti Marelli a ELCIT (1975-1998)
Negli anni settanta cominciarono a manifestarsi i primi segnali di crisi dell'industria elettronica italiana, messa in ginocchio da due fattori: il primo fu la mancata introduzione della televisione a colori in Italia, che condannava le aziende produttrici di apparecchi televisivi ad un grave ritardo tecnologico rispetto ai concorrenti stranieri, e le privava di un rientro economico dopo gli investimenti finanziati in ricerca e sviluppo di tale tecnologia; il secondo fu l'invasione in massa del mercato europeo e nazionale dell'elettronica da parte di costruttori asiatici, che con i loro prodotti finiti (fra cui mangiadischi, televisori e radio), nonostante i dazi, arrivarono al consumatore finale con prodotti di buona qualità ma con numeri, costi di produzione, e con la possibilità di vendere a prezzi non eguagliabili da parte delle aziende nazionali. 
Nel 1975, Magneti Marelli entrò in quella stagione di 'pubblicizzazione' attraverso cui si cercava, con l'entrata di capitale pubblico, e l'accorpamento di diversi marchi, simili per prodotto, nei medesimi stabilimenti, di poter salvare posti di lavoro, know how, e la aziende stesse. 
La Radiomarelli fu ceduta alla Seimart (Società Esercizio Industriale Manifatturiere Radio e Tv) di Torino. La Seimart era una società costituita già nel 1971 da una finanziaria piemontese con diversi soci (Cassa di Risparmio di Torino, Istituto Bancario San Paolo di Torino, Banca Popolare di Novara, la Finanziaria Regionale Piemontese, Fiat, FINDI (Pianelli e Traversi)), con l'obiettivo iniziale di rilevare l'attività della INFIN-Magnadyne di Torino.
Con l'esplodere delle crisi aziendali delle imprese del settore elettronico negli anni settanta, Seimart fu a propria volta finanziata dalla GEPI (Società di Gestione Partecipazioni Industriali) fondata nello stesso 1971 dall'IRI; GEPI affidò a Seimart l'incarico di "ammortizzare" non solo la crisi Magnadyne, ma progressivamente le chiusure dei diversi stabilimenti, pensando ad un progetto unico di rinascita.
Al 1975, quindi, la Seimart aveva già dato vita ad una realtà separata (Seimart Elettronica S.p.A), nel progetto di ottimizzare le risorse industriali e commerciali, il ciclo di prodotto, limitando le spese. In ciò, aveva assorbito progressivamente, oltre alla Magnadyne (con i suoi marchi Kennedy, Visiola, Damaiter, Eterphon), anche ex colossi del settore quali la LESA di Tradate, aziende come la Gallo Condor, oltre a molte altre aziende minori. Con l'entrata nel portafogli anche di Radiomarelli, da Seimart venne creata una società nuova, che prese nome Elcit (acronimo per la frase Elettronica Civile S.r.l.).
In Elcit dunque confluirono i marchi Radiomarelli e West (da parte di Magneti Marelli), i marchi Magnadyne, LESA direttamente da Seimart. Molti stabilimenti furono chiusi, ed il ciclo produttivo venne concentrato nei capannoni ex Magnadyne di Sant'Antonino di Susa, in provincia di Torino, ed in quelli ex Lesa-Seimart di Tradate, in provincia di Milano. Gli uffici di progettazione, le direzioni, le reti commerciali e di assistenza tecnica delle diverse aziende vennero riorganizzati e unificati, assorbendo un totale di circa 3.200 dipendenti. Alla fine del 1976, esisteva solo la Elcit: Radiomarelli e le altre aziende cessavano la loro storia, divenendo marchi.
La produzione di ELCIT era troppo modesta e troppo polverizzata fra prodotti, tecnologie, fra loro troppo diversi e settori di mercato troppo sovrapposti, per potersi innovare da un punto di vista progettuale, e competere sotto l'aspetto dei costi e dei numeri con le altre aziende multinazionali del settore. Dopo una serie di riduzioni di personale e di ricorsi a integrazioni salariali, la Elcit nel 1990 occupava solo 360 dipendenti, con una produzione di apparecchi televisivi declinati nei marchi Magnadyne e RadioMarelli per un totale annuo di soli 80.000 televisori.
Rilevata dalla ditta di Torino di Presse Sandretto nel 1991, ELCIT sopravvisse con un uso sempre più massiccio della cassa integrazione fino al 1998, data in cui cessò ogni produzione. Durante tale decennio, lo stabilimento di Sant' Antonino di Susa venne anche utilizzato per l'esposizione di opere d'arte. 

### Il marchio Radiomarelli dopo ELCIT (2010-presente)
Nel corso degli anni successivi, i diversi marchi del portafogli Elcit hanno subito destini differenti; alcuni sono stati abbandonati perché ritenuti non più commercialmente appetibili, altri, (ed è il caso di Radiomarelli) riutilizzati, soprattutto per marchiare prodotti d'importazione o proporre tecnologie diverse da quelle originarie. Quasi mai tali revival hanno però ottenuto successo. 
Radiomarelli, come è accaduto a molti marchi, è stato parzialmente utilizzato, con aggiunte e modifiche alla denominazione (Radiomarelli Multimedia, etc.) anche da più soggetti in contemporanea, e lo si ritrova in svariati periodi, rendendo pressoché impossibile - oltreché inutile - una ricostruzione delle diverse licenze e vicende.
Nel 2010, ad esempio, una holding svizzera (Condri Commerce di Lugano) acquisì i diritti d'uso del marchio, assumendo la ragione sociale Radiomarelli SA, con sede a Manno, per una serie di attività diversificate, la distribuzione di una linea di TV LCD, e il progetto, nel 2013, di investire - assieme ad altri imprenditori - rilevando e rinnovando l'ex stabilimento Fiat di Termini Imerese (PA), per convertirlo alla produzione di pannelli solari. Operazione poi non andata in porto, con il fallimento, nel 2013, della stessa azienda.
Dal 2017 è attiva una società di distribuzione commerciale denominata Radiomarelli S.r.l. con sede a Roma, che non risulta però collegata al marchio originario.